# Поцарело (Пистоја)
Поцарело је насеље у Италији у округу Пистоја, региону Тоскана.
Према процени из 2011. у насељу је живело 708 становника. Насеље се налази на надморској висини од 49 м.